# San Juan Bautista (Paraguay)
San Juan Bautista est une ville du Paraguay. Elle est la capitale du département de Misiones.

## Personnalités liées à la commune
- Diego Gómez (2003-), footballeur paraguayen.